# Öttevény
Öttevény (all. Hochstraß) 
es un pueblo húngaro perteneciente al distrito de Győr en el condado de Győr-Moson-Sopron, con una población en 2013 de 2926 habitantes.
Se conoce su existencia desde 1321 con el nombre de Villa Wetewjn. La localidad original fue destruida en 1619 por un incendio. Tras ser reconstruida, en 1683 quedó deshabitada cuando los turcos que iban a sitiar Viena obligaron a los habitantes a marcharse bajo amenazas de muerte. Tras la derrota turca, el pueblo fue comprado por un arzobispo local que lo repobló a principios del siglo XVIII con colonos magiares y alemanes.
Se ubica unos 10 km al oeste de la capital condal Győr, junto a la carretera 1 que lleva a Viena y Bratislava.